# Liubov Manucharovna Kemularia-Nathadze
Liubov Manucharovna Kemularia-Nathadze (Любовь Манучаровна Кемулариа-Натадзе), även kallad Luba Kemularia-Nathadze, född 1891, död 1985, var en botaniker från Georgien. Hon intresserade sig särskilt för Georgiens fröväxter

## Publikationer
Ranales from the Caucasus and their Taxonomy. Tbilisi, 37 sidor

## Eponymer
- (Amaryllidaceae) Galanthus kemulariae S.Kuthath.
- (Asteraceae) Centaurea kemulariae (Kharadze) Czerep.
- (Campanulaceae) Campanula kemulariae Fomin
- (Dryopteridaceae) Dryopteris kemulariae Mikheladze
- (Euphorbiaceae) Euphorbia kemulariae Ter-Chatsch.
- (Geraniaceae) Geranium kemulariae Kharadze
- (Fabaceae) Onobrychis kemulariae Chinth.
- (Polygalaceae) Polygala kemulariae Tamamsch.
- (Rosaceae) Potentilla kemulariae Kapell. & A.Kuthath.
- (Rubiaceae) Asperula kemulariae Manden.
- (Scrophulariaceae) Euphrasia kemulariae Juz.
- (Scrophulariaceae) Veronica kemulariae A.Kuthath.

Auktorsnamnet Kem.-Nath. kan användas för Liubov Manucharovna Kemularia-Nathadze i samband med ett vetenskapligt namn inom botaniken; se Wikipediaartiklar som länkar till auktorsnamnet.